# Цербо
Цербо (італ. Zerbo) — муніципалітет в Італії, у регіоні Ломбардія, провінція Павія.
Цербо розташоване на відстані близько 440 км на північний захід від Рима, 45 км на південний схід від Мілана, 21 км на схід від Павії.
Населення — 434 особи (2014).

## Демографія
Населення за роками:

Станом на 1 січня 2023 року в муніципалітеті офіційно проживав 31 іноземець з 5 країн, серед них 20 громадян країн Євросоюзу та 2 громадяни України.

## Сусідні муніципалітети
- Арена-По
- Коста-де'-Нобілі
- П'єве-Порто-Мороне
- Сан-Ценоне-аль-По